# Ippocrate
Ippocrate di Coo (o Cos, o Kos; in greco antico: Ἱπποκράτης?, Hippokrátēs; Coo, 460 a.C. circa – Larissa, 377 a.C. terminus post quem) è stato un medico, geografo e aforista greco antico, considerato il padre della medicina scientifica.
Egli rivoluzionò il concetto di medicina, tradizionalmente associata con la teurgia e la filosofia, stabilendo la medicina come professione. In particolare, ebbe il merito di far avanzare lo studio sistematico della medicina clinica, riassumendo le conoscenze mediche delle scuole precedenti, e di descrivere le pratiche per i medici attraverso il Corpus Hippocraticum e altre opere.
Il nome Ἱπποκράτης, composto da ἵππος (híppos, «cavallo») e κράτος (krátos, «potere», «forza»), secondo l'interpretazione di Lucio Russo, rivelerebbe un significato "esoterico" o "iniziatico", in quanto attributo di colui che ha il potere di dominare l'animalità, simboleggiata dal cavallo. Risulta infatti che Ippocrate venne gradualmente introdotto ai misteri della medicina egizia, attraverso un lungo percorso d'iniziazione.
Tuttavia, i lavori degli scrittori del Corpus Ippocratico, dei seguaci della medicina ippocratica e le azioni dello stesso Ippocrate furono spesso confuse; di fatto si sa molto poco di ciò che Ippocrate effettivamente pensò, scrisse e fece. Egli è sicuramente descritto come l'esempio del medico antico e gli viene attribuita la stesura del giuramento di Ippocrate, che è ancora rilevante e in uso in alcune Università. Di certo non vi è assoluta concordia, fra gli studiosi della "questione ippocratica", che lo scritto sia effettivamente da attribuirsi a lui: potrebbe essere stato scritto dopo la sua morte.

## Biografia
Figlio di Eraclide e di Fenarete, Ippocrate proveniva da una famiglia aristocratica con interessi medici, i cui membri erano appartenuti alla corporazione degli Asclepiadi. Il padre, egli stesso medico, affermava di essere un discendente di Asclepio, dio della medicina.
Fu il padre, insieme a Erodico, a introdurre il giovane Ippocrate all'arte medica. Egli lavorò a Coo, viaggiò molto in Grecia, in particolare Atene. Ma esercitò specialmente nella Grecia settentrionale, in Tracia e a Taso.
Ippocrate viaggiò moltissimo, visitò tutta la Grecia, fino ad arrivare in Egitto e in Libia, dove fu iniziato alla conoscenza degli antichi segreti detenuti dai sacerdoti. Alla sua epoca l'Egitto era il paese ritenuto più avanzato nella cultura scientifica e tecnologica, nonché nell'aritmetica e nella geometria. Quasi tutti i medici laici viaggiavano molto per curare i malati e studiare le metodologie di cura.
Acquisì grande fama, nonostante la sua impotenza di fronte alla peste di Atene (429 a.C.), soprattutto insegnando. Fondò una scuola medica e scrisse una settantina di opere, raccolte nel Corpus Hippocraticum.

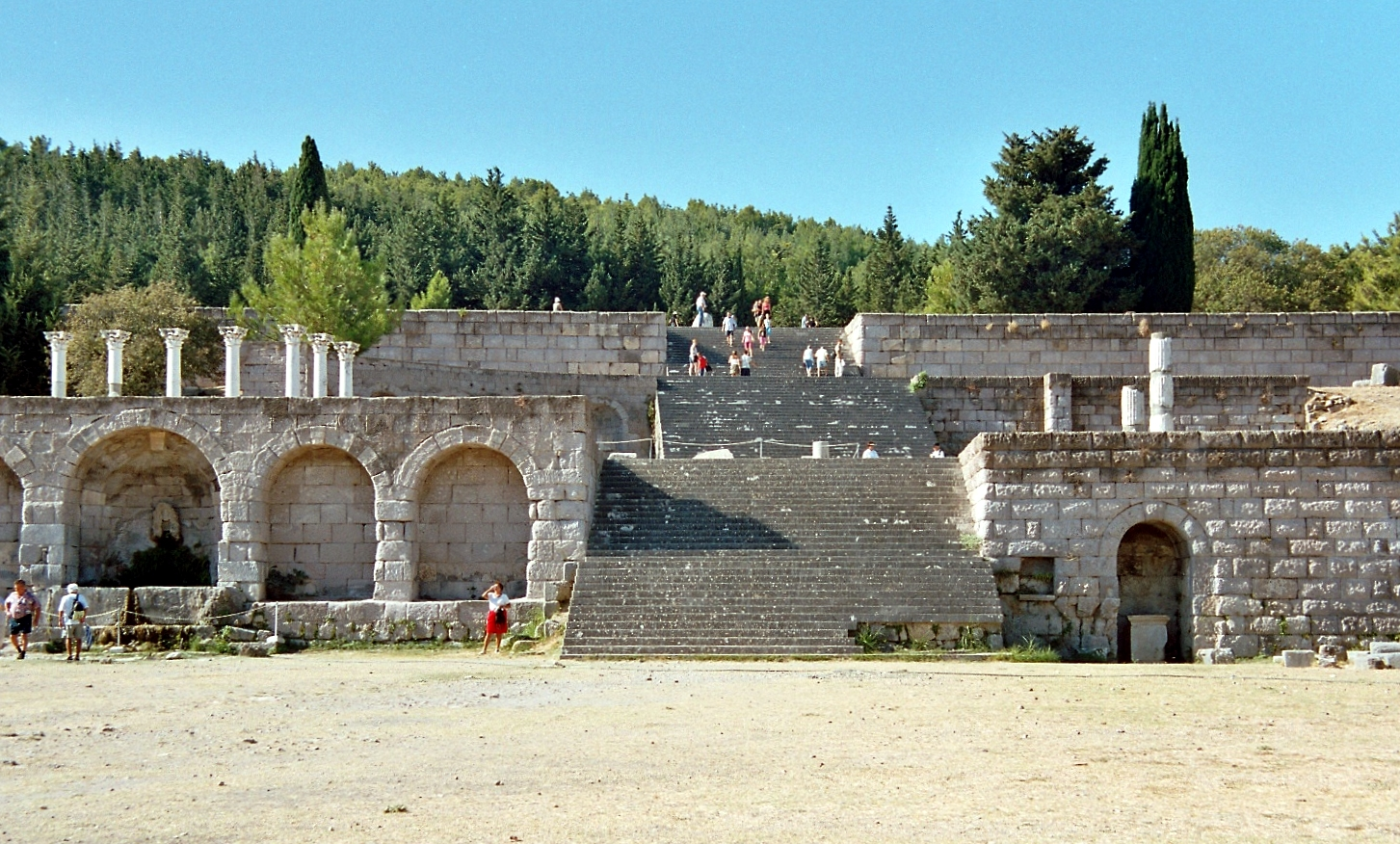
Santuario di Asclepio a Kos.

Ippocrate ebbe due figli: Tessalo e Dracone I. Secondo le Vite dei filosofi di Diogene Laerzio (IX, 24), Ippocrate rivelò Democrito agli abitanti di Abdera nello stesso modo in cui Eraclito introdusse Melisso di Samo agli abitanti di Efeso che ancora non lo avevano apprezzato.

### Incendio del tempio di Asclepio
L'unico episodio controverso nella vita di Ippocrate fu il presunto incendio del Tempio di Asclepio. In occasione di questa sciagura, narra la leggenda, alcune persone testimoniarono di aver visto il medico uscire dal tempio con le tavolette delle divinità. Quelli che osteggiavano le sue teorie l'accusarono di aver trafugato gli scritti. La maggior parte dei suoi concittadini però interpretò diversamente la vicenda, sostenendo che Ippocrate, incarnazione del dio, aveva in realtà salvato le tavole sacre.
In generale, il metodo ippocratico è caratterizzato dal rigetto di una causalità soprannaturale e della relativa tradizione di metodi curativi: diagnosi,  terapia e prognosi sono basati esclusivamente sui fenomeni fisici.

## Pensiero
Il pensiero medico e filosofico di Ippocrate si inserisce in un contesto esoterico che egli stesso cercò di preservare dall'accesso di quanti fossero impreparati, e perciò inadeguati, a comprenderlo.
(Prolegomeni)
Uno dei fondamenti della medicina ippocratica è il principio Νόσων φύσεις ίητροί (pron. noson füsis ietroi), chiamato in seguito da Galeno vis medicatrix naturae, o «forza curatrice naturale», che vede il corpo umano animato da una forza vitale tendente per natura a riequilibrare le disarmonie apportatrici di patologie. Secondo questa concezione, la malattia e la salute di una persona dipendono da circostanze insite nella persona stessa, non da agenti esterni o da superiori interventi divini; la via della guarigione consisterà pertanto nel limitarsi a stimolare questa forza innata, non nel sostituirsi a essa: «la natura è il medico delle malattie […] il medico deve solo seguirne gli insegnamenti».

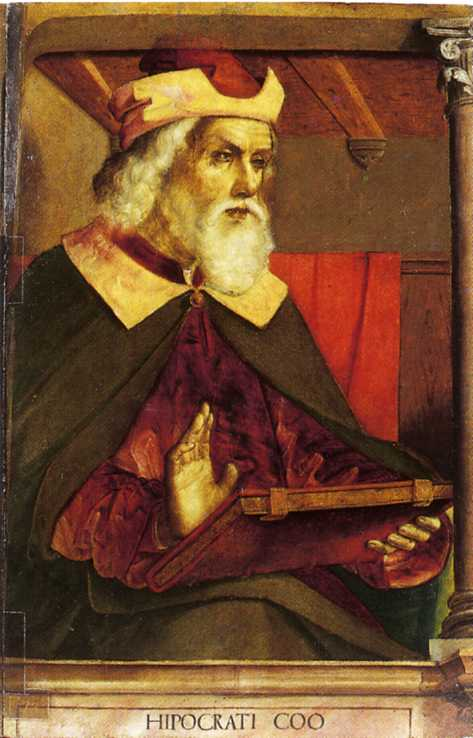
Ritratto di Ippocrate, dallo studiolo di Federico da Montefeltro (Galleria Nazionale delle Marche).

Ippocrate fu anche il primo a occuparsi di patologia, anche se per farlo non utilizzò la dissezione sui cadaveri, per la quale, nella storia dell'anatomia greca, si dovrà attendere ancora un paio di secoli (e solo su animali). Egli inventò la cartella clinica, teorizzò la necessità di osservare i pazienti prendendone in considerazione l'aspetto e i sintomi e introdusse per primo i concetti di diagnosi e prognosi. Egli credeva infatti che solo la considerazione dello stile di vita del malato permettesse di comprendere e sconfiggere la malattia da cui era affetto. Se tale prospettiva è tutt'oggi tipica della pratica medica, la ricchezza degli elementi che Ippocrate chiama in causa (dietetici, atmosferici, psicologici, perfino sociali) suggerisce un'ampiezza di vedute che raramente sarà in seguito praticata. Ma la necessità di una considerazione globale valeva anche in senso inverso: ogni elemento nella natura umana aveva ripercussioni sull'esistenza.
Tale innovazione appare chiara soprattutto a partire dalle osservazioni che Ippocrate rivolge all'indirizzo della scuola di Cnido. Questa, sotto l'influenza delle prime osservazioni scientifiche compiute in area ionica (Talete, Anassimandro) aveva rafforzato lo spirito di osservazione tipico dei primi medici itineranti greci, nominati nei poemi omerici. Da una parte Ippocrate ha grande stima di tale approccio sperimentale, ritenendo che grazie a esso la verità potrà, gradualmente, essere scoperta; dall'altra parte egli critica il fatto che le osservazioni empiriche non siano inserite in un quadro scientifico complessivo, che metta ordine nell'infinita varietà dei fenomeni con i quali il medico si deve confrontare. Solo questa conoscenza di tipo universale rende il medico veramente tale.
Ippocrate valorizza il dialogo tra medico e paziente. «Se ti udrà un medico di schiavi, ti rimprovererà: “Ma così tu rendi medico il tuo paziente!” proprio così dovrà dirti, se sei un bravo medico».

### Teoria degli umori
Ippocrate sostenne la "teoria umorale". Il nostro corpo sarebbe governato da quattro umori: (sangue, bile gialla, bile nera, flegma). Essi condurrebbero alla salute (eucrasia) nel caso in cui siano in equilibrio, alla malattia (discrasia) nel caso opposto.
La teoria è espressa nel De Natura hominis del suo discepolo Polibo.

Un altro ritratto immaginario di Ippocrate.

A lui si deve l'importanza del concetto di dieta e alimentazione all'interno della dottrina degli umori e la coniugazione di medicina e chirurgia (ad esempio mediante purghe, salassi, amputazioni).
Ancor'oggi alcune malattie portano il suo nome, come le dita ippocratiche, o a bacchetta di tamburo, e la faccia ippocratica, tipica delle condizioni di sofferenza e indebolimento, a esempio nella peritonite.

## Etica del medico
Se da una parte la mancanza di qualsiasi vincolo legislativo aveva reso possibile lo sviluppo rapido della ricerca medica, d'altra parte essa spostava la riflessione anche sui doveri morali del medico. In diversi passi delle opere di Ippocrate egli insiste sull'esigenza che il medico conduca una vita regolare e riservata, non speculi sulle malattie dei pazienti ma anzi li curi gratuitamente se bisognosi, stabilisca un legame di sincerità con i malati. Il testo più celebre che codifica l'etica medica è però il giuramento (ancor oggi in parte in uso), in cui vengono enumerati i princìpi fondamentali che deve seguire chi esercita questa professione: diffusione responsabile del sapere, impegno a favore della vita, senso del proprio limite, rettitudine e segreto professionale.

## Celebri commentatori di Ippocrate
- Galeno di Pergamo
- Iacopo da Forlì
- Taddeo Alderotti
- Ibn al-Nafīs

## Edizioni degli scritti
- (GR, DE, FR, EN)  Edizione online di diverse opere di Ippocrate, Corpus Medicorum Graecorum, Leipzig-Berlin, 1927-2014.
- (FR) Hippocrates, Opere, Genevae, Typis & sumptibus Samuelis Chouët, 1657.
- (FR) Hippocrates, Opere, Genevae, Typis & sumptibus Samuelis Chouët, 1657.
- Ippocrate, Opere, a cura di Giuliana Lanata, Torino, Boringhieri, 1961, SBN SBL0135988.
- Ippocrate, Opere, a cura di Mario Vegetti, Collezione Classici della Scienza, Torino, UTET, 1965, SBN MIL1056986. —  Ippocrate, Opere, a cura di Mario Vegetti, 2ª ed., 1976, ISBN 978-88-020-2684-8. —  Ippocrate, Opere, a cura di Mario Vegetti, 3ª ed., 1996, SBN UAN0142218.
- Ippocrate, Testi di medicina greca, a cura di Alessandro Lami, introduzione di Vincenzo Di Benedetto, Collana Classici, n. 440, Milano, BUR, 1983, ISBN 88-17-12440-0.
- Ippocrate, Aforismi, traduzione di Marco Ghione (nelle versioni Greca, Araba, Latina e Italiana), a cura di Marco Albertazzi, Collana Saggi, Lavis (Trento), La Finestra editrice, 2018, ISBN 978-88-959-2592-9.
- Ippocrate, L'arte della medicina, a cura di Carlo Carena, Collana NUE, n. 25, Torino, Einaudi, 2020, ISBN 978-88-062-4657-0.
- Oeuvres complètes d’Hippocrate, ed. E. Littré, Parigi 1839-1861.